# Асти
Асти (итал. Asti) град је у северној Италији. Град је средиште истоименог округа Асти у оквиру италијанске покрајине Пијемонт.
Град Асти је познат као историјско средиште области Монферат.

## Природне одлике
Град Асти налази се у југозападном делу Падске низије, на 56 км источно од Торина. Град се налази у брежуљкастом крају, близу подножја северних Апенина. Град се образовао на северној обали реке Танаро, на месту где река из планинских крајева улази у равницу.

## Становништво
Према резултатима пописа становништва 2011. у општини је живело 73.899 становника.
| 1931.  | 1936.  | 1951.  | 1961.  | 1971.  | 1981.  | 1991.  | 2001.  | 2011.  |
| ------ | ------ | ------ | ------ | ------ | ------ | ------ | ------ | ------ |
| 48.714 | 48.898 | 52.000 | 61.044 | 76.151 | 77.681 | 73.557 | 71.276 | 73.899 |

Асти данас има преко 75.000 становника, махом Италијана. Током протеклих деценија у град се доселило много досељеника из иностранства, највише са Балкана.

## Партнерски градови
- Округ Мајами-Дејд
- Валанс
- Биберах ан дер Рису
- Маалот-Таршиха
- Сервиљано
- Велико Трново

## Галерија
- Градска катедрала
- Стари приказ Астија
- Торањ Соларо
- Крстионица св. Петра